# Land van Dijk
Land van Dijk is een woonwijk van Paramaribo, de hoofdstad van Suriname.
De wijk ligt nabij het centrum van de stad, ten oosten van Poelepantje en ten westen van de Jues Sedney Haven aan de Surinamerivier. In de wijk ligt het voetbalstadion van SV Leo Victor.
In 1948 wilde een grondeigenaar de percelen die in deze wijk waren verhuurd aan Creolen uit de volksklasse ontruimen. Jopie Pengel, de latere premier van Suriname, pleitte in de Staten voor de belangen van de arme bevolking, wat een gunstige regeling voor de bewoners opleverde. Dit leverde hem de bijnaam nengre-oso-afkati (zaakwaarnemer van de armen) op. Anno 2021 behoort de wijk nog steeds tot de noodbehoeftige oorden.